# Edward Soński
Edward Soński (ur. 5 października 1959 w Żołyni) – polski fotograf, absolwent wydziału Fotografii i Filmu Studium KO w Krośnie. Członek założyciel Foto-Klubu Łańcut. 

## Życiorys
Edward Soński związany z podkarpackim środowiskiem fotograficznym – od 1980 roku jest instruktorem fotografii w Miejskim Domu Kultury w Łańcucie. Prowadzi zajęcia Młodzieżowego Koła Fotograficznego oraz Foto-Klubu Łańcut. Wielokrotnie publikował swoje fotografie w czasopismach takich jak: „Foto”, „Foto Kurier”, „Magazyn Fotograficzny”, „Foto Pozytyw”, „Przyroda Polska”, „Poznaj Świat”, „Podróże” oraz w prasie lokalnej. Od 2000 roku pracuje nad materiałem zdjęciowym do dwumiesięcznika samorządowego: „Łańcucki Biuletyn Miejski”. 
Edward Soński jest autorem wielu wystaw fotograficznych – indywidualnych i zbiorowych (m.in. na Węgrzech, Ukrainie, Słowacji). Jest uczestnikiem i laureatem krajowych i międzynarodowych konkursów fotograficznych, współorganizatorem i uczestnikiem Łańcuckich Konfrontacji Fotograficznych. Rokrocznie (z powodzeniem) prezentuje swoje fotografie na ekspozycjach Podkarpackich Konfrontacji Fotograficznych. Jest członkiem jury w konkursach fotograficznych oraz uczestnikiem i organizatorem plenerów fotograficznych.
Edward Soński jest autorem albumu fotografii, w wersji polsko-angielskiej Łańcut w obiektywie Edwarda Sońskiego (wydawnictwo Edytorial 2016). W 2024 został uhonorowany statuetką „Zasłużony dla Miasta Łańcuta”.

## Odznaczenia
- Statuetka „Zasłużony dla Miasta Łańcuta” (2024)[26]

## Wybrane wystawy
- „Ocalić od zapomnienia” (1980)
- „Jej portret” (1981)
- „Portrety i pejzaże” (1983)
- „Baśń zimowa” (1984)
- „Kwiaty polskie” (1987)
- „Makrofotografia” (2001)
- „Impresje zimowe” (2002)
- „Łańcuckie klimaty” (2002)
- „Łańcuckie klimaty” (2003)
- „Łańcut” (2003)
- „Turki” (2003)
- „Łańcuckie klimaty” (2004)
- „Po obu stronach granicy” (2005)
- „Ukraińskie plenery” (2005)
- „Ziemia Łańcucka” (2006)
- „Łańcucki Cmentarz” (2012)

Źródło